# 269 TCN
269 TCN là một năm trong lịch La Mã.